# 笠間あゆみ
笠間あゆみ（かさま　あゆみ、1975年9月10日 - ）は、日本の元女優。かつてホリ・エージェンシーに所属していた。福岡県出身。A型。仮面ライダーアギトの沢木雪菜で知られる。現在は芸能界を引退している。

## 出演作品

### テレビドラマ
- 仮面ライダーアギト（2001年、沢木雪菜役）
- 日立 世界・ふしぎ発見! アシスタント
- トゥナイト2
- タモリのネタでNIGHTフィーバー! フィーバーズ

### CM
- ロート製薬「メンソレータム・薬用ボディベール」
- JR東日本「カシオペア」
- 三菱自動車「カウンターレディー」
- 太田胃散「太田胃散分包」
- 郵政省

### 雑誌
- すっぴん 1996年3月号
- Beppin-School 1996年5月号